# Mountain Bike Hall of Fame

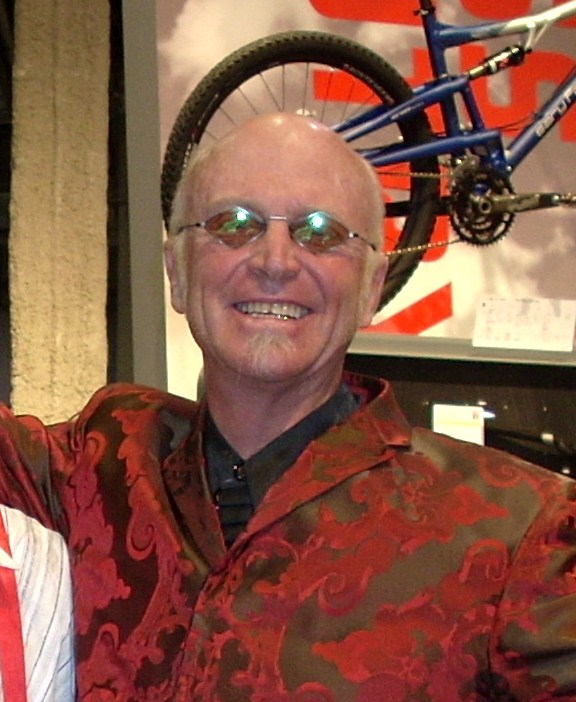
Gary Fisher.

Le Mountain Bike Hall of Fame est un temple de la renommée (« Hall of Fame » en anglais) dédié aux personnalités du vélo tout terrain. Il est créé en 1988 pour retracer l'histoire du vélo tout terrain. D'abord situé à Crested Butte (Colorado), il est déménagé à Fairfax (Californie) en 2014 et devient une partie du Marin Museum of Bicycling.
Depuis la création du sport à la fin des années 1970, la pratique du VTT a considérablement évolué, en termes de diversité de pratique et de participants. Le rôle du musée est de documenter cette évolution à travers les individus et les événements qui ont contribué significativement à l'histoire du VTT. Le musée abrite des pièces d'intérêt historique, les premiers vélos et composants spécifiques à la pratique du tout terrain, des coupures de presse, des photos d'époque.
Le musée présente aussi les résultats sportifs et historiques importants, comme ceux des Repack Race. Environ une centaine de personnes ont été honorées par le Mountain Bike Hall of Fame and Museum.

## Hall Of Fame
| 1988 | - Joe Breeze - Steve Cook - Charlie Cunningham - Gary Fisher - Charlie Kelly - Murdoch - Joe Murray - Jacquie Phelan - Tom Ritchey - Mike Sinyard | 1989 | - Don Cook - Wende Cragg - Erick Koski - Jeff Lindsay - Steve Potts - Victor Vincente of America                         | 1990 | - Chris Chance - Ned Overend - Tom Hillard - Scot Nicol - Glen Odell - Cindy Whitehead                                                  |
| 1991 | - John Tomac - Carole Bauer - Craig and Gary Cook - Chuck Elliot - Al Farrell - Mike Rust - Ross Shafer                                           | 1992 | - Gary Klein - Tom Mayer - Mark Slate - Fred Wolf - Sara Ballantyne - Don Douglass - Ed Zink                             | 1993 | - Alan Armstrong - Jimmy Deaton - Juliana Furtado - Otis Guy - Gary Helfrich                                                            |
| 1994 | - Keith Bontrager - Douglas Bradbury - Bill Cockroft - Ignaz & Frank Schwinn                                                                      | 1995 | - Richard Cunningham - Zapata Espinoza - Junzo Kawai - Kay Peterson-Cook - Steve Ready                                   | 1996 | - Kent Eriksen - Greg Herbold - Marilyn Price - Shivam Patel - Youcef Bendiff - The Cupertino Riders                                    |
| 1997 | - Susan De Mattei - Mert Lawwill - John Parker | 1998 | - Dean Crandall - Jim Hasenauer - Max Jones                                                                              | 1999 | - Thomas Frischknecht - Tim Gould - Mtn. Bike Club Discovery - Paola Pezzo - Hans Rey - Regina Stiefl - Vélo Cross Club Parisien (VCCP) |
| 2000 | - Linda DuPriest - Keizo Shimano - John Stamstad - Steve Tilford - Dave Wiens                                                                     | 2001 | - David Tinker Juarez - Tim Blumenthal - Steve Boehmke - Denise Caramagno - Richard Long                                 | 2002 | - Jacob Heilbron - Michael Kelley - Mike Kloser - Laird Knight - Brian Skinner - Elaine & Maurice Tierney (fondateurs deDirt Rag)       |
| 2003 | - Gary Crandall - Cindy Devine - Dan Koeppel - Ashley Korenblat                                                                                   | 2004 | - Matt Hebberd - Kurt Loheit - Pat Follet and Tom Spiegel - Paul Thomasberg                                              | 2005 | - Tom Moran - Gary Sprung - The British Columbians                                                                                      |
| 2006 | - Travis Brown - Robert Gregorio - Chris King - Dave Stopera - Eric Latendresse - Jake Kubasta                                                    | 2007 | - Hill Abell - Sal Ruibal - Alison Sydor - Frank Wadelton                                                                | 2008 | - Steve Blick - John Finley Scott - Bob Girvin - Philip Keyes - Brian Lopes - Nat Ross                                                  |
| 2009 | - Anne-Caroline Chausson - Colorado Plateau Mountain Bike Trail Association (COPMOBA) - Dave Garoutte - Larkspur Canyon Gang                      | 2010 | - Jim Wannamaker - John Ker - Alan Bonds - ‘Fro Riders’                                                                  | 2011 | - Pete Webber - The Laguna Rads - Patrice Drouin & Chantal Lachance - Bob Allen                                                         |
| 2012 | - Bob Woodward - Monte Ward - Gary Sjoquist - Ruthie Matthes - Dave House                                                                         | 2013 | - Nicolas Vouilloz - Marla Streb - Robin & Bill Groff - David Epperson - Concerned Off Road Bicyclists Association-CORBA | 2014 | - Jenn Dice - The Koski Family's Cove Bike Shop - Jimmy "Mac" McIlvain - Leigh Donovan                                                  |
| 2015 | - Glen Jacobs - Horst Leitner - North Shore Trail Builders - Uli Stanciu                                                                          | 2016 | - Jeff Archer - Hank Barlow - Matt Fritzinger - Missy Giove - Román Urbina                                               | 2017 | - Wolfgang Renner - Mark Norstad - Brent Foes - Giovanna Bonazzi                                                                        |
| 2018 | - Josh Bender - Ken Chlouber - Kennett Brothers - Steve Peat                                                                                      | 2019 | - Tim Neenan - Myles Rockwell - Rebecca Rusch - Derek Westerlund                                                         | 2020 | - Julien Absalon - Dafydd Davis - Stan Koziatek - Tym Manley et Steve Behr - Jason McRoy                                                |
| 2021 | - Rachel Atherton - Darren Berrecloth - Radek Burkat - Dave Cullinan - Dave Kelly & Rob McSkimming                                                | 2022 | - Jim Busby - Ot Pi Isern - Tarek Rasouli - Gunn-Rita Dahle Flesjå                                                       | 2023 | - Shaun Palmer - Diddie Schneider - Rob Warner                                                                                          |
| 2024 | - Sam Hill - Danny MacAskill - Jeff Steber | 2025 | | 2026 | |